# Oligota variegata
Oligota variegata är en skalbaggsart som beskrevs av Blackburn 1885. Oligota variegata ingår i släktet Oligota och familjen kortvingar. Inga underarter finns listade i Catalogue of Life.